# پوست اضافه
پوست اضافه یا پوست آویزان، یکی از آثار کاهش وزن گسترده و قابل توجه بعد از انباشت چربی و انبساط پوست حاصل از دوران بارداری یا چاقی است. علل دیگر این پدیده می‌تواند عوارض پیری، اختلالات ژنتیکی یا گسترش عمدی برای بازسازی پوست باشد.
روش‌های از بین بردن پوست اضافه با جراحی شامل ابدومینوپلاستی، کوچک کردن پستان و براکیوپلاستی است.
یک مورد منحصر به فرد یا بسیار نادر از پوست اضافی در انسان، در یک پسر استرالیایی متولد ۱۹۹۳ با پوست زیاد مشاهده شده است که باعث چین و چروک پوست افتادهٔ او شده است. زمانی که او به بلوغ رسید، مانند یک لباس بزرگ، او در پوست خود بزرگ شد و چین و چروک‌ها صاف شدند. وضعیت او با توله سگ‌های شار پی مقایسه می‌شود. آن پسر و توله سگ شارپی هر کدام در پوست خود ۱۰۰ برابر سطح عادی هیالورونیک اسید دارند.